# 21704 Mikkilineni
21704 Mikkilineni è un asteroide della fascia principale. Scoperto nel 1999, presenta un'orbita caratterizzata da un semiasse maggiore pari a 2,9800193 UA e da un'eccentricità di 0,0303316, inclinata di 0,32603° rispetto all'eclittica.